# Salsitxa de Morteau
La salsitxa de Morteau és un embotit fumat produït tradicionalment a la regió del Franc Comtat des del segle XVI. D'ençà l'any 2010 està protegit per una Indicació geogràfica protegida (IGP) que reconeix la seva especificitat relacionada amb el fumatge i certifica la qualitat de l'alimentació del porc.

## Producció

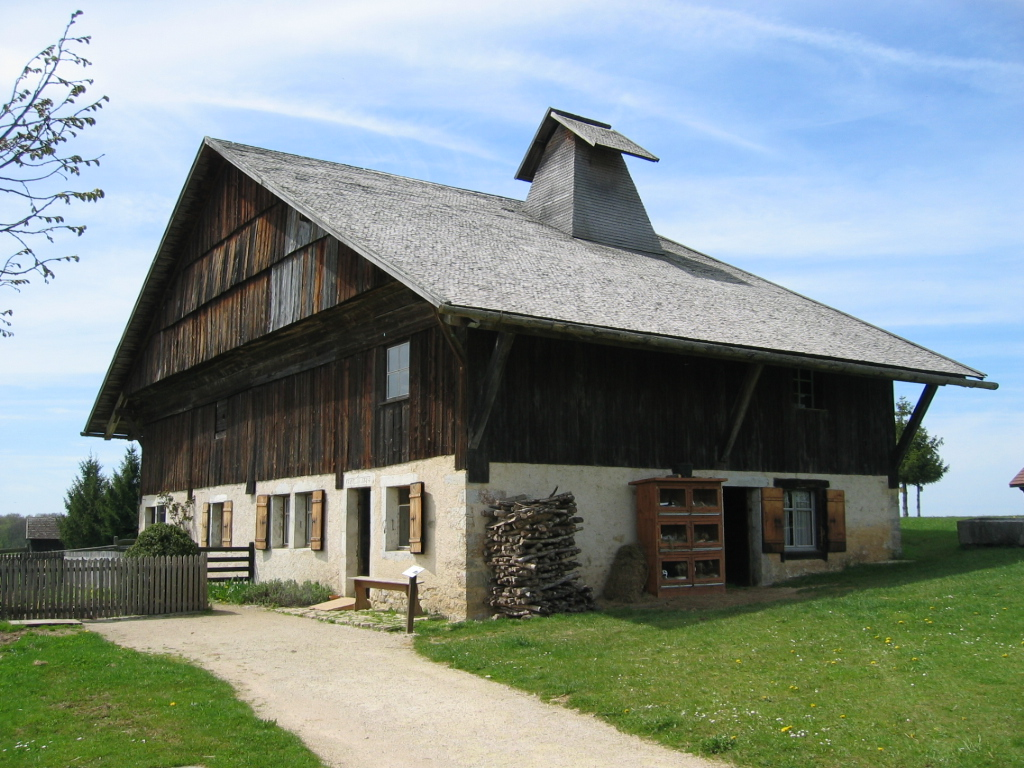
Masia tradicional de l'Haut-Doubs al Franc Comtat, amb la tuyé (xemeneia) característica.

L'àrea de producció de la salsitxa de Morteau comprèn els quatre departaments del Franc Comtat: Doubs, Jura, Alt Saona i Territori de Belfort. Aquest territori correspon a l'establiment de tuyés tradicionals i obradors de fumat presents des de fa 500 anys al Franc Comtat. Al segle xviii, amb el desenvolupament del comerç, la notorietat de la salsitxa de Morteau s'estengué més enllà de les fronteres del Franc Comtat.
El Franc Comtat és una regió apta per a la cria de vaques que s'alimenten de l'herba verda de les pastures i produeixen una llet de qualitat que permet elaborar formatges coneguts internacionalment com Comté, Morbier o Vacherin Mont-d'Or. El sèrum de llet resultant de la producció s'utilitza per alimentar els porcs. Aquesta tradició d'engreix, favorable tant a la indústria làctia com a la porcina, és una particularitat del Franc Comtat.
La salsitxa de Morteau s'elabora segons una recepta ancestral amb carn de porc magra i grassa, a la qual s'afegeix sal, pebre i espècies. No conté cap aroma ni colorant sintètic. Embotit a mà en una tripa natural de porc, es tanca per un extrem amb un cordó i per l'altre amb una clavilla de fusta. Després es fuma lentament en fred amb pinals d'avet durant 24 hores fins a un màxim de 7 dies.

## Descripció
La salsitxa de Morteau es caracteritza per la seva forma cilíndrica i recta, amb un diàmetre mínim de 40 mm, i el seu color ambre, oscil·lant entre el bru i l'or. Ferma al tacte, presenta una textura caracteritzada per un gra gruixut i picant. Cuita en aigua sense trossejar, és especialment suau, sucosa i flexible.

## Consells de cuina i degustació
Es recomana submergir-la en una olla amb aigua freda i deixar-la coure a foc lent entre 40 i 45 minuts en aigua calenta, però sense bullir. Rica en proteïnes, la salsitxa de Morteau es pot menjar calenta o freda, prestant-se a moltes receptes, des de les més tradicionals fins a les més creatives. El seu germà gran, el jésu o jésus de Morteau, és un embotit més gros i d'aspecte inflat. Tradicionalment es menja per Nadal.